# Réserve biologique des Hauts de Bois de Nèfles
La réserve biologique des Hauts de Bois de Nèfles, également appelée réserve biologique de Bois de Nèfles-Saint-Paul, est une réserve biologique domaniale intégrale de l'île de La Réunion, département d'outre-mer français dans le sud-ouest de l'océan Indien. Elle est située dans les Hauts de la commune de Saint-Paul au bord du rempart montagneux qui surplombe le nord-ouest du cirque naturel de Mafate. Ce faisant, elle relève du cœur du parc national de La Réunion.
Créée le 20 mai 1985, cette réserve protège 179 hectares situés entre environ 1 420 et 1 750 mètres d'altitude. On y accède seulement par des sentiers de randonnée, parmi lesquels le sentier de Cambour et le sentier du Rempart.